# فدریکو مارکتی
فدریکو مارکتی (ایتالیایی: Federico Marchetti؛ زادهٔ ۷ فوریهٔ ۱۹۸۳) بازیکن فوتبال اهل ایتالیا است.